# Łada Biłgoraj
Łada 1945 Biłgoraj – polski klub piłkarski z siedzibą w mieście Biłgoraj, występujący obecnie w IV lidze (grupie lubelskiej).

## Historia

### Powstanie klubu
Klub sportowy Łada Biłgoraj powstał w roku 1945, przy Ochotniczej Straży Pożarnej w Biłgoraju. Nazwa pochodzi od rzeki Łady, przepływającej przez miasto Biłgoraj.

### Lata 1953–1999
W 1953 klub został przejęty przez Włosiankarską Spółdzielnię Pracy i zmienił nazwę na Start Biłgoraj. Cztery lata później klub usamodzielnił się i powrócił do starej nazwy. W roku 1959 Łada awansowała do ówczesnej ligi okręgowej. W tym samym roku odbył się mecz z reprezentacją Brześcia, który piłkarze Łady przegrali 0:3, lecz mecz był pokazem umiejętności zawodników. Trenerem był wówczas Bogdan Drylak.
Na początku lat 60. klub miał spore problemy finansowe. Pomimo dosyć dobrych wyników w sezonach 1964 i 1966 odeszli najlepsi zawodnicy klubu. Efektem tego w 1970 roku był spadek do ówczesnej, niższej klasy A, jednak już rok później zespół ponownie awansował do ligi okręgowej. W 1975 roku miała miejsce reorganizacja systemu ligowego. W jej wyniku Łada trafiła do ligi międzywojewódzkiej zamojsko-chełmskiej. W 1978 klub znalazł się w lidze międzyokręgowej lubelsko-siedleckiej i pod koniec sezonu zajął 13. miejsce. Również w tym samym roku – 1978, odbył się mecz z radziecką II-ligową drużyną Torpedo Łuck, który zakończył się zwycięstwem Łady.
Rok 1980 przyniósł kolejną reorganizacja systemu ligowego. Liga międzyokręgowa została zlikwidowana, a Łada ponownie znalazła się w lidze okręgowej zamojsko-chełmskiej, w której pod koniec sezonu zajęła 10. miejsce. W 1983 powstała klasa międzywojewódzka lubelsko-zamojska, w której klub wypadł nieco gorzej. W 1986 ponownie powstała liga okręgowa zamojsko-chełmska, w której Łada pod koniec sezonu 1986/1987 zajęła 2. miejsce. Trenerem był wówczas Wiesław Wieczerzak. W 1987 odbyły się dwa ważne spotkania. Pierwsze pomiędzy Ładą a II-ligową wówczas Wisłą Kraków, który zakończył się zwycięstwem Łady Biłgoraj 3:2, oraz spotkanie z drużyną Bersarin Berlin (III liga NRD). To spotkanie również zakończyło się zwycięstwem klubu z Biłgoraja wynikiem 8:3. W Ładzie grał wówczas jej wychowanek, reprezentant Polski Kazimierz Węgrzyn. Rok później Łada grała m.in. mecz z II-ligowym Hutnikiem Kraków. Ten mecz zakończył się porażką 2:5. W 1988 roku Łada awansowała do III ligi krakowsko-rzeszowskiej. Wyniki biłgorajskiego klubu podczas tego sezonu okazały się fatalne, wszystkie mecze zakończyły się przegranymi (nie licząc dwóch remisów), klub po roku spędzonym w III lidze ponownie spadł do IV ligi.
W roku 1996 Łada kolejny raz awansowała do III ligi, a trenerem ponownie został Wiesław Wieczerzak. Niedługo potem trenerem został ukrainiec Serhiy Gacenko. Pod koniec sezonu 1996/1997 Łada zajęła 5. miejsce, planowany był awans do II ligi. Odbyła się kolejna zmiana trenera. Został nim Ferdynand Kanas. Wyniki znacznie pogorszyły się i nastąpiła kolejna zmiana szkoleniowca na Jerzego Murę. W 1998 r. nastąpiła reorganizacja III ligi – grupa krakowska została połączona z lubelską w której grała Łada, przy czym z obu grup odpadła połowa drużyn, w tym klub z Biłgoraja. W IV lidze Łada zagrała tylko jeden sezon. W 1999, pod wodzą trenera Serhiya Gacenki Łada w barażach ze Świtem Krzeszowice wywalczyła kolejny awans do III ligi.

### Lata 2000–2010
W sezonie 2000/2001 do klubu sprowadzono wielu doświadczonych piłkarzy, wśród nich znaleźli się nawet byli gracze I-ligowi. 47 punktów w lidze dało 10. miejsce na koniec sezonu. Następny sezon pod względem punktowym był taki sam i piłkarze zajęli 13. miejsce, ostatnie premiowane utrzymaniem w III lidze. W sezonie 2002/2003 Łada przechodziła poważny kryzys – odszedł trener Adam Mażysz i najlepsi zawodnicy. Brakowało pieniędzy i młodych piłkarzy. Szkoleniowcem został Jerzy Bojko. Większość meczów sezonu została przegrana, jeden mecz został oddany walkowerem. Zespół uplasował się na 16. miejscu i spadł do IV ligi. Po spadku został wybrany nowy zarząd klubu. Powrócił trener Serhiy Gacenko i postawiono większy nacisk na rozwój młodzieży. Wyniki pozwoliły na utrzymanie się w IV lidze na 10. miejscu. W lipcu 2004 roku trenerem Łady został Ireneusz Suchowierzch. Pod wodzą nowego trenera Łada osiągnęła największy sukces w Pucharze Polski, docierając do 1/32 finału. 3 sierpnia 2004 roku na stadionie w Biłgoraju Łada podejmowała wówczas II-ligowy Piast Gliwice, gdzie zremisowała 2:2. O wyniku meczu zadecydowały rzuty karne, w których lepsi okazali się zawodnicy z Górnego Śląska wygrywając 2:4. Znacznie gorzej wyglądała sytuacja w lidze. Pod koniec sezonu 2003/2004 klub zajął dopiero 10. miejsce, a następny sezon, mimo prób ratowania zespołu, zakończył się spadkiem do V ligi (tzw. "okręgowej").
Po spadku do V ligi trenerem został Marek Sadowski (były reprezentant kadry-B Polski), sprowadzono do klubu nowych zawodników, do gry włączono także młodych wychowanków. Sezon w V lidze, po odniesieniu niemal samych zwycięstw zakończył się awansem Łady do IV ligi. Sezon 2006/2007 w IV lidze był dla klubu również bardzo udany. Niemal wszystkie mecze zostały wygrane, a Łada zajęła 2. miejsce, premiowane awansem do III ligi po Górniku II Łęczna, który nie mógł awansować z powodu degradacji pierwszego zespołu Górnika Łęczna do III ligi za udział w aferze korupcyjnej. Po awansie do III ligi, sezon 2007/2008 był fatalny. Na 32 spotkania Łada wygrała tylko 6 razy. Zajmując przedostatnie 16. miejsce, utrzymała się jednak w III lidze, ponieważ przed sezonem 2008/2009 miała miejsce reorganizacja systemu ligowego w Polsce. Mimo tego, po trzech sezonach spędzonych w Biłgoraju trener Marek Sadowski został zastąpiony przez innego szkoleniowca – Sławomira Adamusa. Kolejny sezon w III lidze był znów nieudany. Ponownie 16. miejsce i spadek do IV ligi. Trenerem przed rozpoczęciem sezonu 2009/2010 został jej piłkarz, Ireneusz Zarczuk. Łada zakończyła sezon na 10. miejscu. Lipiec 2010 roku przyniósł wielkie zmiany w klubie. Zarząd klubu ogłosił upadłość z powodu problemów finansowo – organizacyjnych.

### Sezon 2010–2011, powstanie Stowarzyszenia Łada 1945 Biłgoraj
Po ogłoszeniu upadłości klubu, 16 lipca 2010 roku, staraniem kibiców powstało Stowarzyszenie Łada 1945 Biłgoraj. Sezon 2010/2011 Łada rozpoczynała rozgrywki ligowe od najniższej, B-klasy.
Trenerem pierwszej drużyny pozostał Ireneusz Zarczuk a w klubie postawiono na wychowanków. 12 września 2010 roku Łada rozpoczęła powrót do wielkiej piłki od meczu na własnym stadionie przeciwko Orionowi-Stihl Jacnia wygrywając pewnie 7:2. W 16 spotkaniach sezonu 2010/2011 biłgorajanie wygrali wszystkie spotkania, strzelając 74 bramki tracąc tylko 5, zapewniając sobie pewny awans do A-klasy.

### Sezon 2011–2012
Sezon 2011/2012 piłkarz Łady rozpoczęli od trzech spotkań w Pucharze Starosty Biłgorajskiego w finale wygrywając z drużyną Groma Różaniec 3:2. Dzięki tej wygranej mogli wystartować w Okręgowym Pucharze Polski. Po zaciętym spotkaniu z III-ligową Tomasovią Tomaszów Lubelski odpadli z rozgrywek, przegrywając minimalnie 1:2. W tym sezonie powstała również drużyna juniorów starszych (II Wojewódzka Liga Juniorów Starszych). Trenerem juniorów został Marcin Mura. Wyniki w A-klasie były bardzo dobre. Pierwsze miejsce na koniec sezonu i pewny awans do klasy okręgowej.

### Sezon 2012–2013
Sezon 2012/2013 Łada Biłgoraj rozpoczęła podobnie jak w roku ubiegłym od spotkań w Pucharze Starosty Biłgorajskiego. Tak jak rok wcześniej piłkarze Łady awansowali do finału pokonując na wyjeździe Włókniarza Frampol 0:4. W Okręgowym Pucharze Polski spotkali się najpierw z drużyną Roztocza Szczebrzeszyn wygrywając wysoko 5:0 a następnie przegrali, dopiero po rzutach karnych z Omegą Stary Zamość 3:4. W lidze piłkarze biłgorajskiego klubu rozpoczęli sezon od wysokiego zwycięstwa 5:1 nad drużyną Tanwi Majdan Stary. Ostatecznie sezon zakończyli na 1. miejscu z dorobkiem 69 punktów awansując do IV ligi.

### Sezon 2013–2014
Po trzech latach Łada powróciła do IV ligi. Pierwszy mecz w IV lidze piłkarze rozegrali przed własną publicznością przeciwko drużynie Roztocza Szczebrzeszyn wygrywając 3:0. W lidze spisywali się poprawnie i jako beniaminek koniec sezonu zakończyli na 10. pozycji zapewniając sobie utrzymanie. W rozgrywkach Okręgowego Pucharze Polski, piłkarze z Biłgoraja rozpoczęli zmagania od ćwierćfinału przeciwko Roztoczu Szczebrzeszyn wygrywając 3:1. W walce o finał Łada zmierzyła się w derbowym spotkaniu przeciwko AMSPN Hetmanowi Zamość, wygrywając minimalnie po dogrywce 1:0. W finale piłkarze Łady wygrali na wyjeździe z Kryształem Werbkowice, dopiero po rzutach karnych 3:5, awansując do Wojewódzkiego Pucharu Polski. Pierwsze, półfinałowe wyjazdowe spotkanie przeciwko POM Iskra Piotrowice, Łada wygrała kolejny raz po rzutach karnych 3:4 i od awansu do rundy wstępnej Pucharu Polski pozostawało jedno spotkanie. 25 czerwca 2014 o godzinie 17:30 w Biłgoraju, odbył się decydujący mecz Wojewódzkiego Pucharu Polski, gdzie Łada Biłgoraj uległa Podlasiu Biała Podlaska 1:3 i nie awansowała do rundy wstępnej Pucharu Polski.

### Sezon 2014–2015
Podczas rundy jesiennej piłkarze Łady, swoje mecze w roli gospodarza będą rozgrywać w oddalonym o 10 kilometry stadionie w Soli z powodu trwających prac remontowo – budowlanych na stadionie OSiR. Na stadionie oprócz nowej murawy, powstanie bieżnia lekkoatletyczna. Sezon 2014/2015 piłkarze Łady rozpoczęli od meczu z Orlętami Łuków, wygranego pewnie 4:1, by w 2. kolejce przegrać 3:0 z Omegą Stary Zamość. Kolejne pięć spotkań zakończyło się remisami, w tym spotkanie derbowe z AMSPN Hetmanem Zamość. Na 15 spotkań rundy jesiennej, aż 8 zakończyło się remisami i tylko dwoma zwycięstwami. Do rundy wiosennej piłkarze Łady przygotowywali się na miejscu spadkowym. 19 kwietnia 2015 roku, po 573 dniach przełamała fatalną passę porażek na wyjazdach w derbowym spotkaniu przeciwko AMSPN-owi Hetmanowi Zamość zdobywając zwycięska bramkę na 2:3 w doliczonym czasie gry. Ostatecznie Łada ma zakończenie sezonu zajęła 13. miejsce i spadła o jedną klasę rozgrywkową.

## Historyczne nazwy klubu
| 1945–1953 | Łada Biłgoraj       |
| 1953–1957 | Start Biłgoraj      |
| 1957–1996 | Łada Biłgoraj       |
| 1996–1997 | Łada Ambra Biłgoraj |
| 1997–2010 | Łada Biłgoraj       |
| 2010–     | Łada 1945 Biłgoraj  |

## Wielkie Derby Zamojszczyzny
Spotkania pomiędzy Ładą a Hetmanem są określane jako "Wielkie Derby Zamojszczyzny". Te mecze są jednymi z bardziej znanych w województwie lubelskim, oraz określane meczami podwyższonego ryzyka. Pierwsze derby w XXI wieku odbyły się w 2006 roku zwycięstwem Łady Biłgoraj 1:0.
1/2 finału Okręgowego Pucharu Polski
| 16 maja 2006 15:00 | Łada Biłgoraj · Igras (78') | 1:0(0:0) | Hetman Zamość | Stadion OSP w Krzeszowie Widzów: bez publiczności Sędzia: ? |
|                    |                             |          |               |                                                             |

III liga, 17. kolejka
| 11 listopada 2007 13:00 | Hetman Zamość · Łuczywek (56') | 1:0(0:0) | Łada Biłgoraj | Stadion OSiR w Zamościu Widzów: 4000 Sędzia: Michał Zając (Sosnowiec) |
|                         |                                |          |               |                                                                       |

Finał Okręgowego Pucharu Polski
| 28 maja 2008 16:00 | Łada Biłgoraj · Sebastianiuk (19') | [ i ] | Hetman Zamość | Stadion OSiR w Biłgoraju Widzów: 1500 Sędzia: Michał Woś (Zamość) |
|                    |                                    |       |               |                                                                   |

1. ↑  Mecz przerwany w 28 minucie przy stanie 1:0 z powodu zamieszek na stadionie. Zweryfikowany jako obustronny walkower[5].

III liga, 34. kolejka
| 15 czerwca 2008 17:00 | Łada Biłgoraj | 0:3 wo. | Hetman Zamość | Stadion OSiR w Biłgoraju |
|                       |               |         |               |                          |

1. ↑  Mecz nie odbył się z powodu, braku zgody Komendy Powiatowej Policji w Biłgoraju na organizację spotkania. Walkower dla Hetmana Zamość[6].

1/2 finału Okręgowego Pucharu Polski
| 9 października 2013 14:00 | Łada 1945 Biłgoraj · Skrzypek (110') | 1:0 pd.(0:0, 0:0) | AMSPN Hetman Zamość | Stadion OSiR w Biłgoraju Widzów: 950 Sędzia: Michał Woś (Zamość) |
|                           |                                      |                   |                     |                                                                  |

IV liga, 5. kolejka
| 31 sierpnia 2014 17:00 | Łada 1945 Biłgoraj · Gawroński (41') | 1:1(1:0) | AMSPN Hetman Zamość · Bubeła (47') | Stadion Wiejski w Soli Widzów: 700 Sędzia: Tomasz Ostrowski (Zamość) |
|                        |                                      |          |                                    |                                                                      |

IV liga, 20. kolejka
| 18 kwietnia 2015 16:00 | AMSPN Hetman Zamość · Dębicki (57') · Kudriavcev (70') | 2:3(0:1) | Łada 1945 Biłgoraj · Pyda (42') · Rataj (72') · Mulawa (90+3') | Stadion OSiR w Zamościu Widzów: 400 Sędzia: Grzegorz Kasiura (Chełm) |
|                        |                                                        |          |                                                                |                                                                      |

IV liga, 8. kolejka
| 10 września 2016 16:30 | Hetman Zamość · Turczyn (57') · Kupisz (71'), (88') | 3:0(0:0) | Łada 1945 Biłgoraj | Stadion OSiR w Zamościu Widzów: ? Sędzia: Piotr Kasperski (Lublin) |
|                        |                                                     |          |                    |                                                                    |

IV liga, 25. kolejka
| 30 kwietnia 2017 17:00 | Łada 1945 Biłgoraj | 0:2(0:1) | Hetman Zamość · Solecki (4') k. · Kanarek (60') | Stadion OSiR w Biłgoraju Widzów: 1600 Sędzia: Piotr Kasperski (Lublin) |
|                        |                    |          |                                                 |                                                                        |

IV liga, 12. kolejka
| 21 października 2017 14:00 | Hetman Zamość · Kupisz (1') · Paluch (54') · Turczyn (72') | 3:1(1:0) | Łada 1945 Biłgoraj · Oleksiuk (82') | Stadion OSiR w Zamościu Widzów: 1000 Sędzia: Jakub Bancerz (Lublin) |
|                            |                                                            |          |                                     |                                                                     |

IV liga, 27. kolejka
| 27 maja 2018 15:00 | Łada 1945 Biłgoraj · Perin (1') · Rataj (85') | 2:1(1:0) | Hetman Zamość · Kycko (63') k. | Stadion OSiR w Biłgoraju Widzów: 950 Sędzia: Łukasz Woliński (Lublin) |
|                    |                                               |          |                                |                                                                       |

IV liga, 12. kolejka
| 21 października 2018 15:00 | Hetman Zamość · Kanarek (10') k. · Turczyn (26') · Kycko (42') · Olszak (44') | 4:1(4:0) | Łada 1945 Biłgoraj · Kukliński (58') | Stadion OSiR w Zamościu Widzów: 800 Sędzia: Jakub Prończuk (Chełm) |
|                            |                                                                               |          |                                      |                                                                    |

IV liga, 27. kolejka
| 25 maja 2019 17:00 | Łada 1945 Biłgoraj | 0:2(0:1) | Hetman Zamość · Olszak (2'), (86') | Stadion OSiR w Biłgoraju Widzów: ? Sędzia: Łukasz Woliński (Lublin) |
|                    |                    |          |                                    |                                                                     |

1/2 finału Okręgowego Pucharu Polski
| 25 września 2019 16:00 | Łada Biłgoraj | 0:6(0:0) | Hetman Zamość · Olszak (53') · Oziemczuk (56') k. · Wacławek (59') · Skoczylas (63') · Koszel (75') · Turczyn (90') | Stadion OSiR w Biłgoraju Widzów: bez publiczności Sędzia: Paweł Tucki (Zamość) |
|                        |               |          | |                                                                                |

## Stadion
Stadion Ośrodka Sportu i Rekreacji w Biłgoraju, może pomieścić 2 tysiące osób. Zachodnia, kryta trybuna jest o pojemności 1300 miejsc. Wschodnia, odkryta trybuna może pomieścić 600 osób, lecz jest wyłączona z użytkowania. Jedynie sektor gość jest otwarty, w którym jest przeznaczonych 100 miejsc dla kibiców drużyny przyjezdnej. Boisko na stadionie ma wymiary 105 m x 64 m. Stadion nie ma podgrzewanej murawy oraz oświetlenia.
Kompleks stadionowy posiada również:
- 2 mniejsze boiska treningowe wymiarach 100 m x 56 m, i 90 m x 50 m.
- halę sportowo-widowiskową o pojemności 700 miejsc, (446 stałych miejsc oraz rozkładane trybun o pojemności około 250 miejsc),
- siłownie,
- 4 sale fitness,
- korty tenisowe,
- skatepark.

## Sukcesy
- 1996/1997: 5. miejsce w III lidze
- 2000/2001: 10. miejsce w III lidze
- 2003/2004: 1/32 finału Pucharu Polski
- 2013/2014: Finał Wojewódzkiego Pucharu Polski

## Zawodnicy

### Legendy klubu
| Nr | Poz. | Piłkarz           |
| -- | ---- | ----------------- |
|    | OB   | Kazimierz Węgrzyn |
|    | NA   | Ireneusz Zarczuk  |

### Obecny skład
Stan na 1 września 2024
| Nr | Poz. | Piłkarz                 |
| -- | ---- | ----------------------- |
|    | BR   | Anton Alfimov           |
|    | BR   | Mateusz Wójcicki        |
|    | BR   | Kacper Charkot          |
|    | OB   | Kacper Błajda           |
|    | OB   | Hubert Giletycz         |
|    | OB   | Bartłomiej Kutryn       |
|    | OB   | Fabian Gawroński        |
|    | OB   | Damian Chmura           |
|    | OB   | Adam Pawluk             |
|    | OB   | Dariusz Kuliński        |
|    | OB   | Kacper Misiarz          |
|    | OB   | Stanislav Volkodav      |
|    | PO   | Mateusz Wójtowicz       |
|    | PO   | Dariusz Cygan           |
|    | PO   | Mucha Filip             |
|    | PO   | Krystian Dziuba         |
|    | PO   | Aleksei Goncharevich    |
|    | PO   | Jakub Kołodziej         |
|    | PO   | Patryk Czułowski        |
|    | PO   | Dmytro Yanchuk          |
|    | PO   | Bartłomiej Poleszak     |
|    | PO   | Kacper Szmit            |
|    | PO   | Karol Wojtyło           |
|    | PO   | Maciej Chmura           |
|    | NA   | Wojciech Białek         |
|    | NA   | Patryk Dorosz           |
|    | NA   | Aleksander Okoń         |
|    | NA   | Josue Oliveira da Silva |

### Piłkarze na wypożyczeniu
| Nr | Poz. | Piłkarz                                  |
| -- | ---- | ---------------------------------------- |
|    | PO   | Maksymilian Kubik (w Tanew Majdan Stary) |
|    | PO   | Wiktor Piech (w Tanew Majdan Stary)      |
|    | PO   | Dawid Lekan (w Tanew Majdan Stary)       |
|    | BR   | Łukasz Szawara (w Grom Różaniec)         |

## Sztab szkoleniowy
Aktualne na dzień 01 września 2024.
| Trener                    | Marcin Zając       | Polska |   |                  |                  |        |   |                       |                    |        |
| Drugi trener              | Paweł Kurzyna      | Polska | - | Trener bramkarzy | Grzegorz Kominek | Polska | - | Trener drużyny rezerw | Bartłomiej Kowalik | Polska |
| Trener juniorów młodszych | Bartłomiej Kowalik | Polska |   |                  |                  |        |   |                       |                    |        |
| Kierownik drużyny         | Robert Cybart      | Polska |   |                  |                  |        |   |                       |                    |        |
| Fizjoterapeuta            | Marcin Obszyński   | Polska |   |                  |                  |        |   |                       |                    |        |

## Zarząd klubu
| Funkcja            | Imię i Nazwisko    | Kraj   |
| ------------------ | ------------------ | ------ |
| Prezes Zarządu     | Mirosław Laskowski | Polska |
| Wiceprezes Zarządu | Mateusz Bury       | Polska |
| Wiceprezes Zarządu | Wiesław Niemiec    | Polska |
| Wiceprezes Zarządu | Jacek Gromadzki    | Polska |
| Skarbnik Zarządu   | Lucjan Kupczak     | Polska |
| Członek Zarządu    | Maciej Gębala      | Polska |
| Członek Zarządu    | Lech Buda          | Polska |

## Szkoleniowcy
Od 1995 do 2009 roku w klubie pracowało 20 trenerów. Najwięcej, bo 3 razy w biłgorajskim klubie pracował pochodzący z Ukrainy Serhiy Gacenko, natomiast najdłużej pracującym trenerem był Ireneusz Zarczuk, który współpracował z klubem w latach 2009 – 2017. Obecnie trenerem biłgorajskiej drużyny jest Marcin Zając.
* Trener tymczasowy, ^ Trener grający
|     | \| Lp. \| Imię i nazwisko \| Okres urzędowania \| Okres urzędowania \| \| --- \| --------------------- \| ----------------- \| ----------------- \| \| 1. \| Ferdynand Kanas \| lipiec 1995 \| sierpień 1995 \| \| 2. \| Wiesław Wieczerzak \| sierpień 1995 \| listopad 1996 \| \| 3. \| Serhiy Gacenko \| grudzień 1996 \| czerwiec 1997 \| \| 4. \| Krzysztof Buliński \| lipiec 1997 \| sierpień 1997 \| \| 5. \| Jerzy Mura \| sierpień 1997 \| listopad 1997 \| \| 6. \| Ferdynand Kanas \| grudzień 1997 \| maj 1998 \| \| 7. \| Jerzy Mura \| maj 1998 \| listopad 1998 \| \| 8. \| Zbigniew Żelichowski \| grudzień 1998 \| czerwiec 1999 \| \| 9. \| Wiesław Wieczerzak \| lipiec 1999 \| listopad 1999 \| \| 10. \| Serhiy Gacenko \| grudzień 1999 \| maj 2001 \| \| 11. \| Ireneusz Zarczuk*^ \| maj 2001 \| czerwiec 2001 \| \| 12. \| Adam Mażysz \| lipiec 2001 \| listopad 2002 \| \| 13. \| Jerzy Bojko \| grudzień 2002 \| maj 2003 \| \| 14. \| Janusz Sierociński* \| maj 2003 \| czerwiec 2003 \| \| 15. \| Serhiy Gacenko \| lipiec 2003 \| maj 2004 \| \| 16. \| Janusz Sierociński* \| maj 2004 \| czerwiec 2004 \| \| 17. \| Ireneusz Suchowierzch \| lipiec 2004 \| czerwiec 2005 \| \| 18. \| Marek Sadowski \| lipiec 2005 \| czerwiec 2008 \| \| 19. \| Sławomir Adamus \| lipiec 2008 \| czerwiec 2009 \| \| 20. \| Ireneusz Zarczuk^ \| lipiec 2009 \| listopad 2017 \| \| 21. \| Bartłomiej Kowalik \| listopad 2017 \| lipiec 2020 \| \| 22. \| Marcin Mura \| sierpień 2020 \| maj 2021 \| \| 23. \| Jarosław Czarniecki \| maj 2021 \| czerwiec 2023 \| \| 24. \| Paweł Babiarz \| lipiec 2023 \| czerwiec 2024 \| \| 25. \| Marcin Zając \| lipiec 2024 \| \| |                   |                   |
| Lp. | Imię i nazwisko | Okres urzędowania | Okres urzędowania |
| 1.  | Ferdynand Kanas | lipiec 1995       | sierpień 1995     |
| 2.  | Wiesław Wieczerzak | sierpień 1995     | listopad 1996     |
| 3.  | Serhiy Gacenko | grudzień 1996     | czerwiec 1997     |
| 4.  | Krzysztof Buliński | lipiec 1997       | sierpień 1997     |
| 5.  | Jerzy Mura | sierpień 1997     | listopad 1997     |
| 6.  | Ferdynand Kanas | grudzień 1997     | maj 1998          |
| 7.  | Jerzy Mura | maj 1998          | listopad 1998     |
| 8.  | Zbigniew Żelichowski | grudzień 1998     | czerwiec 1999     |
| 9.  | Wiesław Wieczerzak | lipiec 1999       | listopad 1999     |
| 10. | Serhiy Gacenko | grudzień 1999     | maj 2001          |
| 11. | Ireneusz Zarczuk*^ | maj 2001          | czerwiec 2001     |
| 12. | Adam Mażysz | lipiec 2001       | listopad 2002     |
| 13. | Jerzy Bojko | grudzień 2002     | maj 2003          |
| 14. | Janusz Sierociński* | maj 2003          | czerwiec 2003     |
| 15. | Serhiy Gacenko | lipiec 2003       | maj 2004          |
| 16. | Janusz Sierociński* | maj 2004          | czerwiec 2004     |
| 17. | Ireneusz Suchowierzch | lipiec 2004       | czerwiec 2005     |
| 18. | Marek Sadowski | lipiec 2005       | czerwiec 2008     |
| 19. | Sławomir Adamus | lipiec 2008       | czerwiec 2009     |
| 20. | Ireneusz Zarczuk^ | lipiec 2009       | listopad 2017     |
| 21. | Bartłomiej Kowalik | listopad 2017     | lipiec 2020       |
| 22. | Marcin Mura | sierpień 2020     | maj 2021          |
| 23. | Jarosław Czarniecki | maj 2021          | czerwiec 2023     |
| 24. | Paweł Babiarz | lipiec 2023       | czerwiec 2024     |
| 25. | Marcin Zając | lipiec 2024       |                   |

## Najlepsi strzelcy w poszczególnych sezonach
| Sezon     | Liga     | Strzelec                          | Bramki |
| --------- | -------- | --------------------------------- | ------ |
| 2001/2002 | III liga | Ireneusz Zarczuk                  | 10     |
| 2002/2003 | III liga | Ireneusz Zarczuk                  | 8      |
| 2003/2004 | IV liga  | Ireneusz Zarczuk                  | 23     |
| 2004/2005 | IV liga  | Ireneusz Zarczuk                  | 12     |
| 2005/2006 | V liga   | Wojciech Białek                   | 46     |
| 2006/2007 | IV liga  | Wojciech Białek                   | 22     |
| 2007/2008 | III liga | Ireneusz Zarczuk                  | 8      |
| 2008/2009 | III liga | Ireneusz Zarczuk                  | 11     |
| 2009/2010 | IV liga  | Tomasz Garbacz                    | 8      |
| 2010/2011 | Klasa B  | Marcin Dorosz                     | 19     |
| 2011/2012 | Klasa A  | Marcin Dycha                      | 15     |
| 2012/2013 | V liga   | Damian Rataj                      | 12     |
| 2013/2014 | IV liga  | Dawid Konopka, Sebastian Skrzypek | 7      |
| 2014/2015 | IV liga  | Marek Pyda                        | 8      |
| 2015/2016 | V liga   | Marek Pyda                        | 21     |
| 2016/2017 | IV liga  | Patryk Dorosz                     | 15     |
| 2017/2018 | IV liga  | Jurij Perin                       | 16     |
| 2018/2019 | IV liga  | Patryk Dorosz                     | 14     |
| 2019/2020 | IV liga  | Patryk Dorosz                     | 11     |
| 2020/2021 | IV liga  | Josue da Silva                    | 7      |
| 2021/2022 | V liga   | Josue da Silva                    | 16     |
| 2022/2023 | V liga   | Michał Skubis                     | 21     |
| 2023/2024 | IV liga  | Patryk Dorosz                     | 19     |

## Poszczególne sezony
Łada Biłgoraj od 1995 roku występowała 8-krotnie w III lidze. Najlepsze miejsce zajęła w sezonie 1996/1997, gdzie pod koniec sezonu uplasowała się na 5. miejscu. Od powstania Stowarzyszenia Łada 1945 Biłgoraj w sezonie 2010/2011 klub w ciągu trzech lat awansował z Klasy B do IV ligi.
- 1995/1996: III liga, 12. miejsce
- 1996/1997: III liga, 5. miejsce
- 1997/1998: III liga, 13. miejsce → spadek do IV ligi
- 1998/1999: IV liga, 8. miejsce
- 1999/2000: IV liga, 2. miejsce → awans do III ligi
- 2000/2001: III liga, 10. miejsce
- 2001/2002: III liga, 13. miejsce
- 2002/2003: III liga, 16. miejsce → spadek do IV ligi
- 2003/2004: IV liga, 10. miejsce
- 2004/2005: IV liga, 13. miejsce → spadek do klasy okręgowej
- 2005/2006: Klasa okręgowa, 1. miejsce → awans do IV ligi
- 2006/2007: IV liga, 2. miejsce → awans do III ligi
- 2007/2008: III liga, 16. miejsce → reorganizacja systemu ligowego
- 2008/2009: III liga, 16. miejsce → spadek do IV ligi
- 2009/2010: IV liga, 10. miejsce → degradacja do klasy B
- 2010/2011: Klasa B, 1. miejsce → awans do klasy A
- 2011/2012: Klasa A, 1. miejsce → awans do V ligi
- 2012/2013: Klasa okręgowa, 1. miejsce → awans do IV ligi
- 2013/2014: IV liga, 10. miejsce
- 2014/2015: IV liga, 13. miejsce → spadek do klasy okręgowej
- 2015/2016: V liga, 1. miejsce → awans do IV ligi
- 2016/2017: IV liga, 8. miejsce
- 2017/2018: IV liga, 10. miejsce
- 2018/2019: IV liga, 10. miejsce
- 2019/2020: IV liga, 8. miejsce
- 2020/2021: IV liga, 10. miejsce w grupie spadkowej → spadek do klasy okręgowej
- 2021/2022: Klasa okręgowa, 3. miejsce
- 2022/2023: Klasa okręgowa, 1. miejsce → awans do IV ligi
- 2023/2024: IV liga, 4. miejsce
- 2024/2025: IV liga, 4. miejsce